# 岩崎悦子
岩崎 悦子（いわさき えつこ、1943年 - 2019年2月）は、日本のハンガリー語講師、翻訳家。

## 来歴
1943年、神奈川県鎌倉市生まれ。東京教育大学文学部卒業。1968年から2年間、ハンガリーのエトヴェシュ・ロラーンド大学に留学。帰国後、駐日ハンガリー大使館、出版社勤務を経て、1979年5月に出版社ユック舎を創業（ユックはハンガリー語で「風穴」の意味）。そのかたわら、東京外国語大学、外務省研修所などでハンガリー語講師をつとめた。2000年4月にはハンガリー文学の日本紹介に貢献した業績により、ハンガリー大統領より勲章を授与された。2019年2月逝去。

## 著書

### 翻訳
- 『パール街の少年たち』（モルナール・フェレンツ著、学習研究社、1968年8月、「少年少女世界文学全集4」に「トム=ソーヤーの冒険」と併録）
  - 『パール街の少年たち』（少年少女学研文庫、1969年11月）
  - 『パール街の少年たち』（偕成社、2015年9月）
- 『ケースワーカー』（コンラード・ジェルジュ著、恒文社、1982年6月）
- 『ひみつのにあう家』（ヤニコフスキー・エーヴァ著、レーベル・ラースロー絵、大日本図書、1984年7月）
- 『そうはいっても飛ぶのはやさしい』（イヴァン・ヴィスコチル、カリンティ・フリジェシ著、国書刊行会、1992年7月、千野栄一との共訳）
- 『トランシルヴァニアの仲間 ハンガリー短編集』（タマーシ・アーロン他著、恒文社、1997年5月、編訳）
- 『ハンガリー 目で見る世界の国々』（トム・ストライスグス著、国土社、2001年2月）
- 『薔薇の展示会』（エルケーニュ・イシュトヴァーン著、未知谷、2001年12月）
- 『運命ではなく』（ケルテース・イムレ著、国書刊行会、2003年7月）

### ハンガリー語学習関連
- 『ハンガリー語会話練習帳』（大学書林、1981年7月、共編[6]）
- 『ハンガリー語 昭和57年度言語研修ハンガリー語テキスト』（東京外国語大学アジア・アフリカ言語文化研究所、1982年、共編）
- 『ハンガリー語基礎1500語』（大学書林、1985年1月、共編）
- 『ハンガリー短編集 1』（大学書林、1985年3月）
- 『ハンガリー短編集 2』（大学書林、1990年2月）
- 『ハンガリー語 1』（大学書林、1987年5月、共著）
- 『ハンガリー語 2』（大学書林、1997年4月、共著）
- 『ハンガリー語 CD入り 中・東欧のことばをはじめましょう』（朝日出版社、2000年4月）